# کشتی کمکی

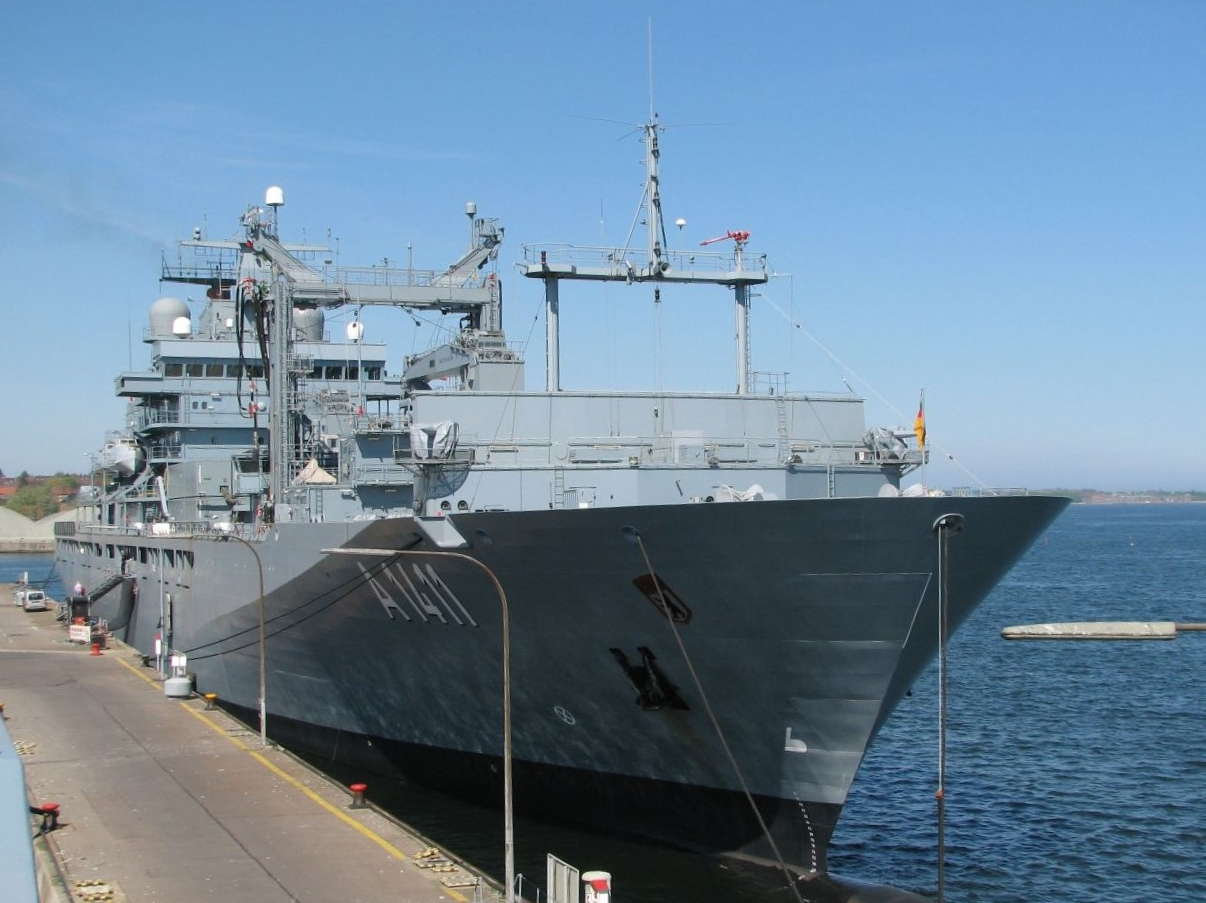
یک کشتی کمکی کلاس برلین نیروی دریایی

کشتی کمکی، یک رده از کشتی‌های نیروی دریایی است که برای پشتیبانی از کشتی‌های رزمی و سایر عملیات‌های دریایی طراحی شده‌است. کشتی‌های کمکی، کشتی‌های رزمی نیستند، اگرچه ممکن است ظرفیت رزمی محدودی داشته باشند، که معمولاً برای دفاع از خود، فراهم شده‌است.
کشتی‌های کمکی برای ناوگان‌های دریایی با هر اندازه‌ای، بسیار مهم هستند زیرا اگر آن‌ها حضور نداشتند کشتی‌های ناوگان اولیه، پشتیبانی نمی‌شدند؛ بنابراین، تقریباً هر نیروی دریایی ناوگان گسترده‌ای از کشتی‌های کمکی را به خدمت می‌گیرد. با این‌حال، ترکیب و اندازهٔ این ناوگان کمکی، بسته به ماهیت هر نیروی دریایی و مأموریت اصلی آن متفاوت است. نیروهای دریایی کوچک‌تر ساحلی تمایل دارند کشتی‌های کمکی کوچک‌تری داشته باشند که عمدتاً بر روی نقش‌های پشتیبانی ساحلی و آموزشی تمرکز می‌کنند. نیروهایی دریایی بزرگ‌تر و نیروهای دریایی آب‌های آبی تمایل دارند ناوگان کمکی بزرگ‌تری داشته باشند که شامل کشتی‌های پشتیبانی با برد بلندتر می‌شود که برای ارائه پشتیبانی بسیار فراتر از آب‌های سرزمینی کشورها، طراحی شده‌اند.

## نقش‌ها

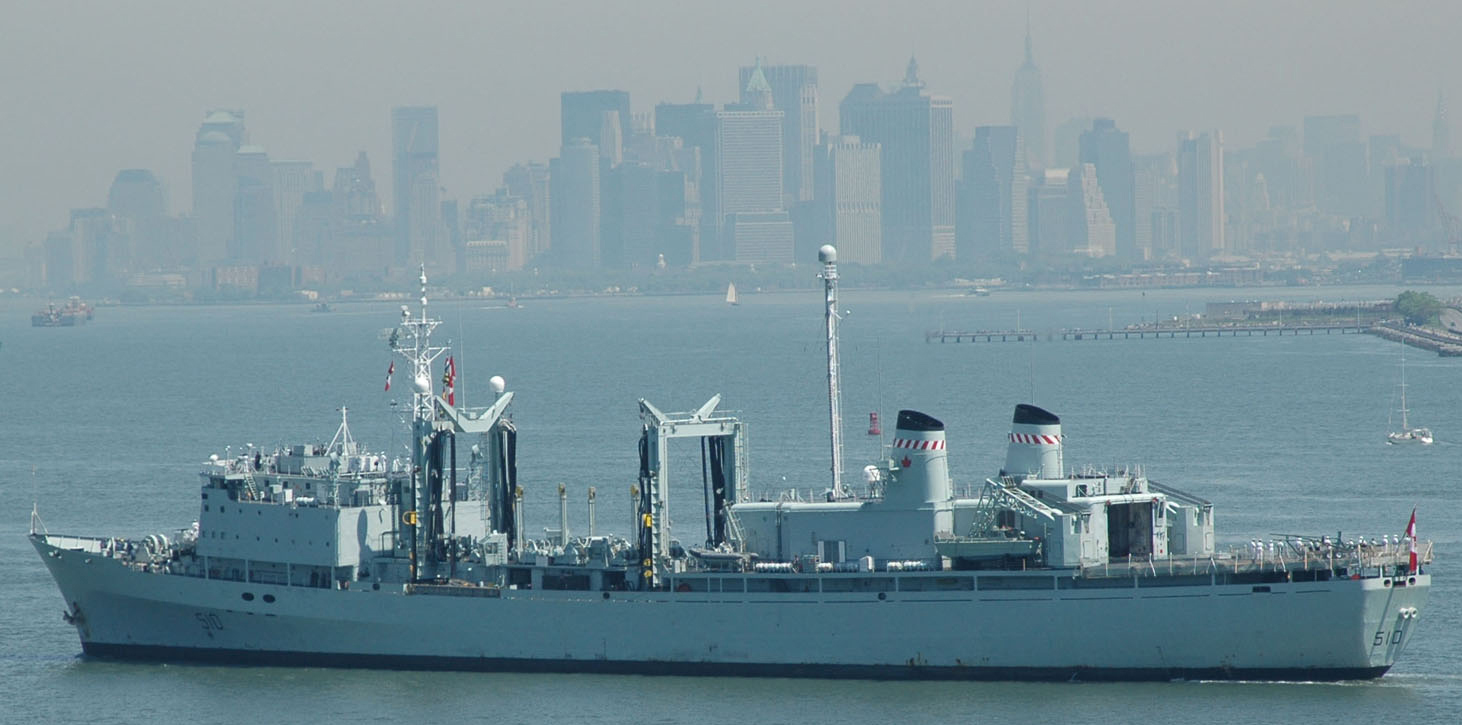
نفت‌کش کمکی نیروی دریایی سلطنتی کانادا در سال ۲۰۰۹

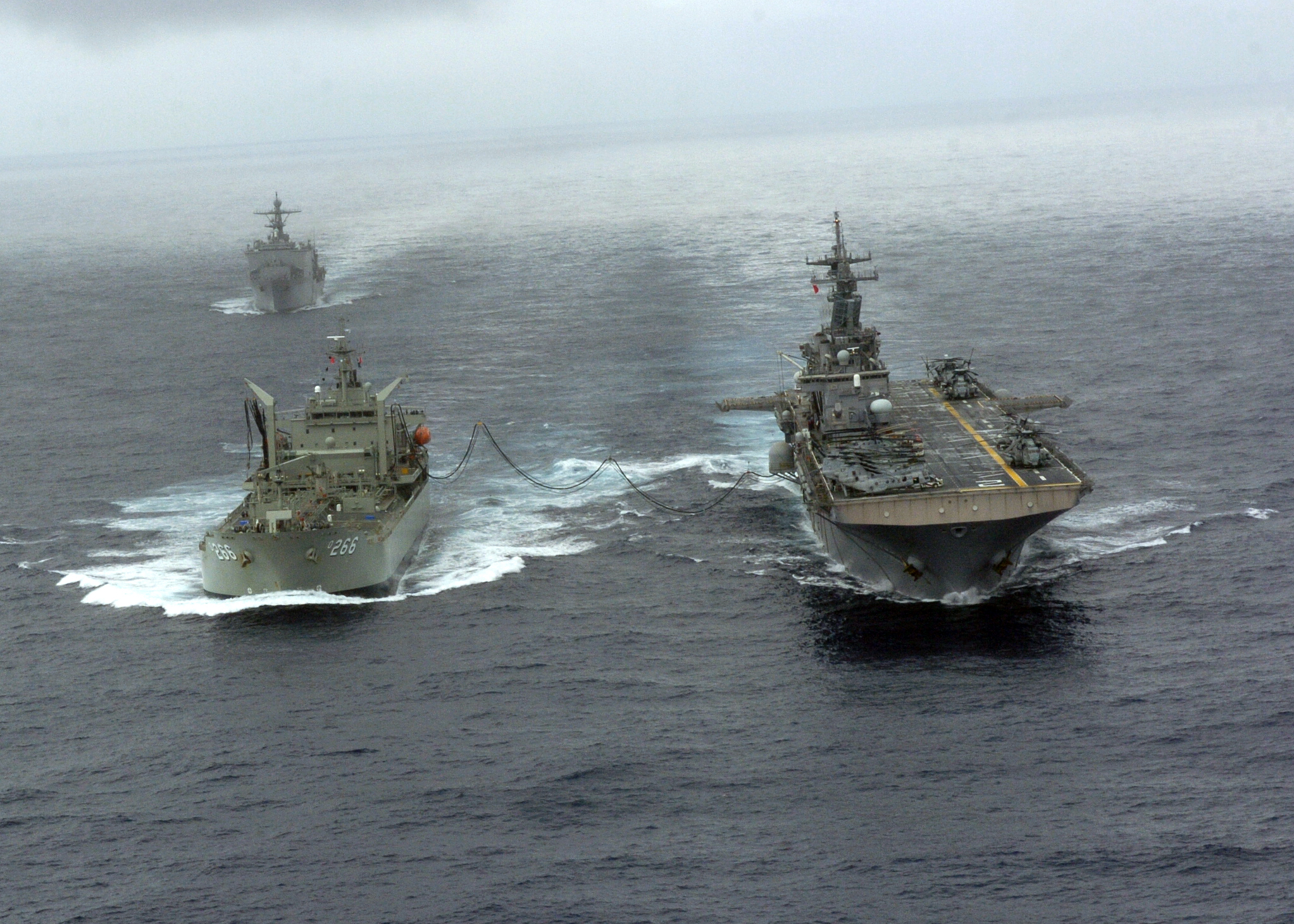
نفت‌کش استرالیایی در حال سوخت‌رسانی دریایی به ، در ژوئن ۲۰۰۷

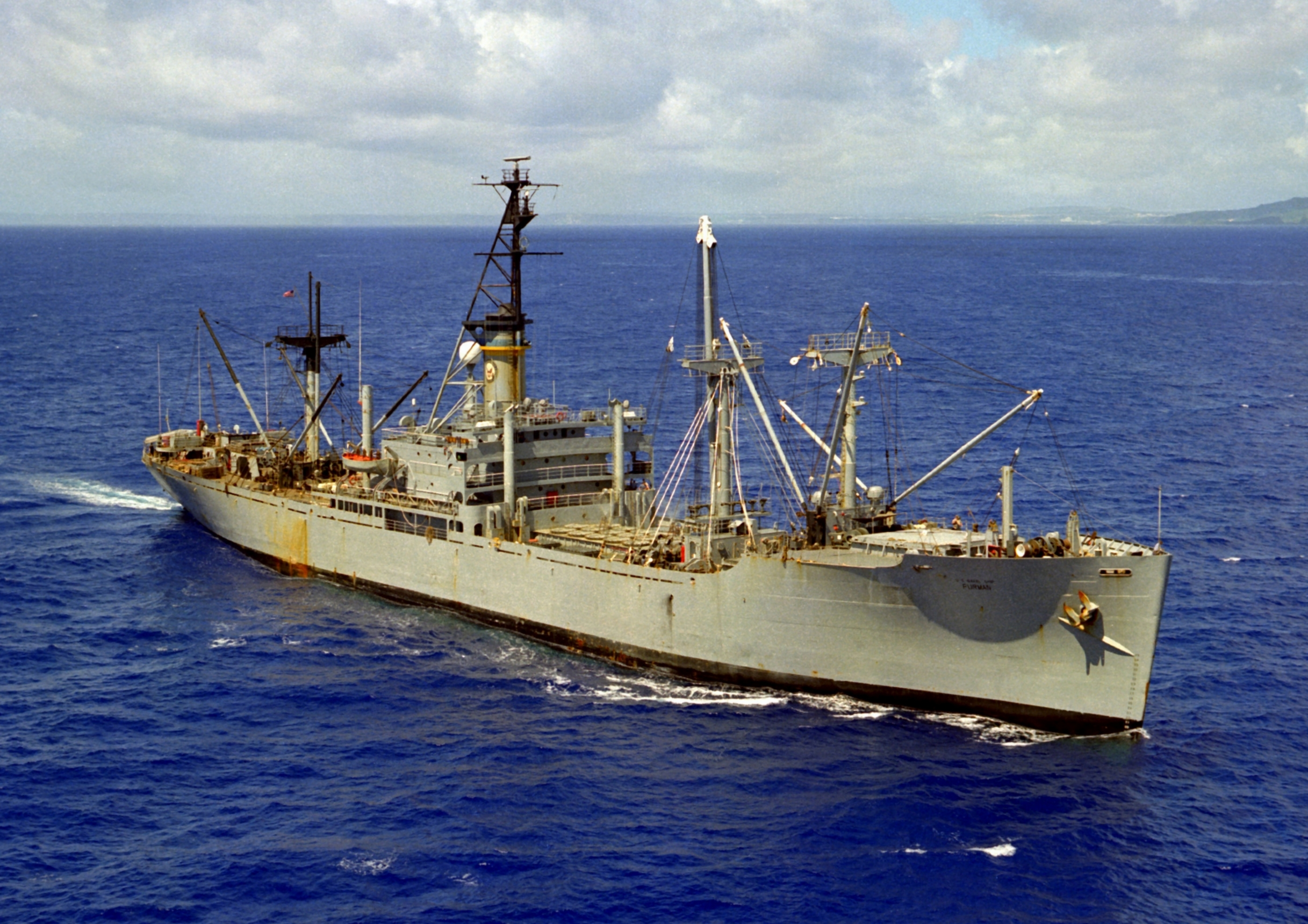
کشتی باری آمریکایی USNS Furman در ۱۹۸۱

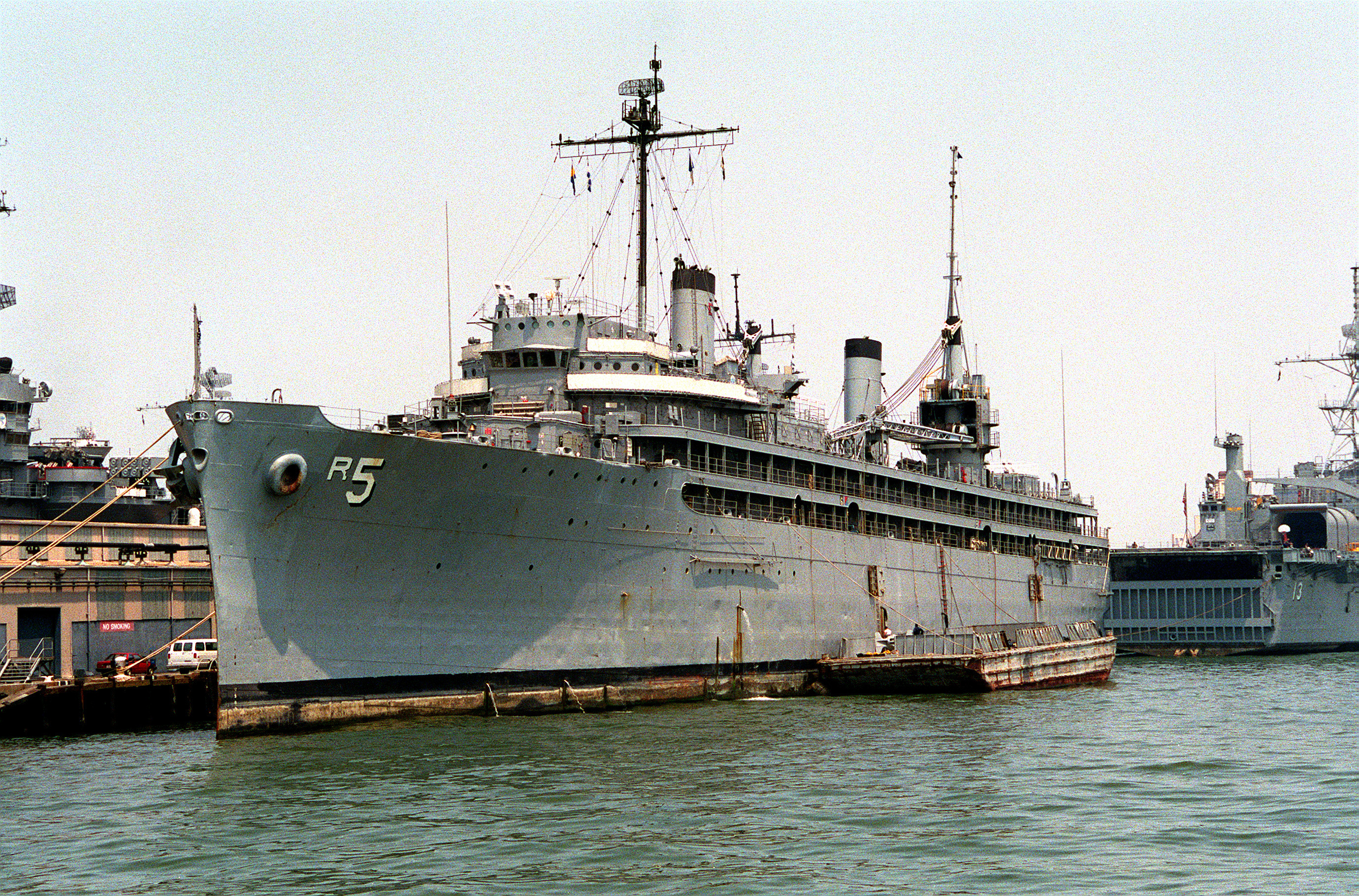
کشتی تعمیراتی آمریکا، ، ژوئن ۱۹۹۲

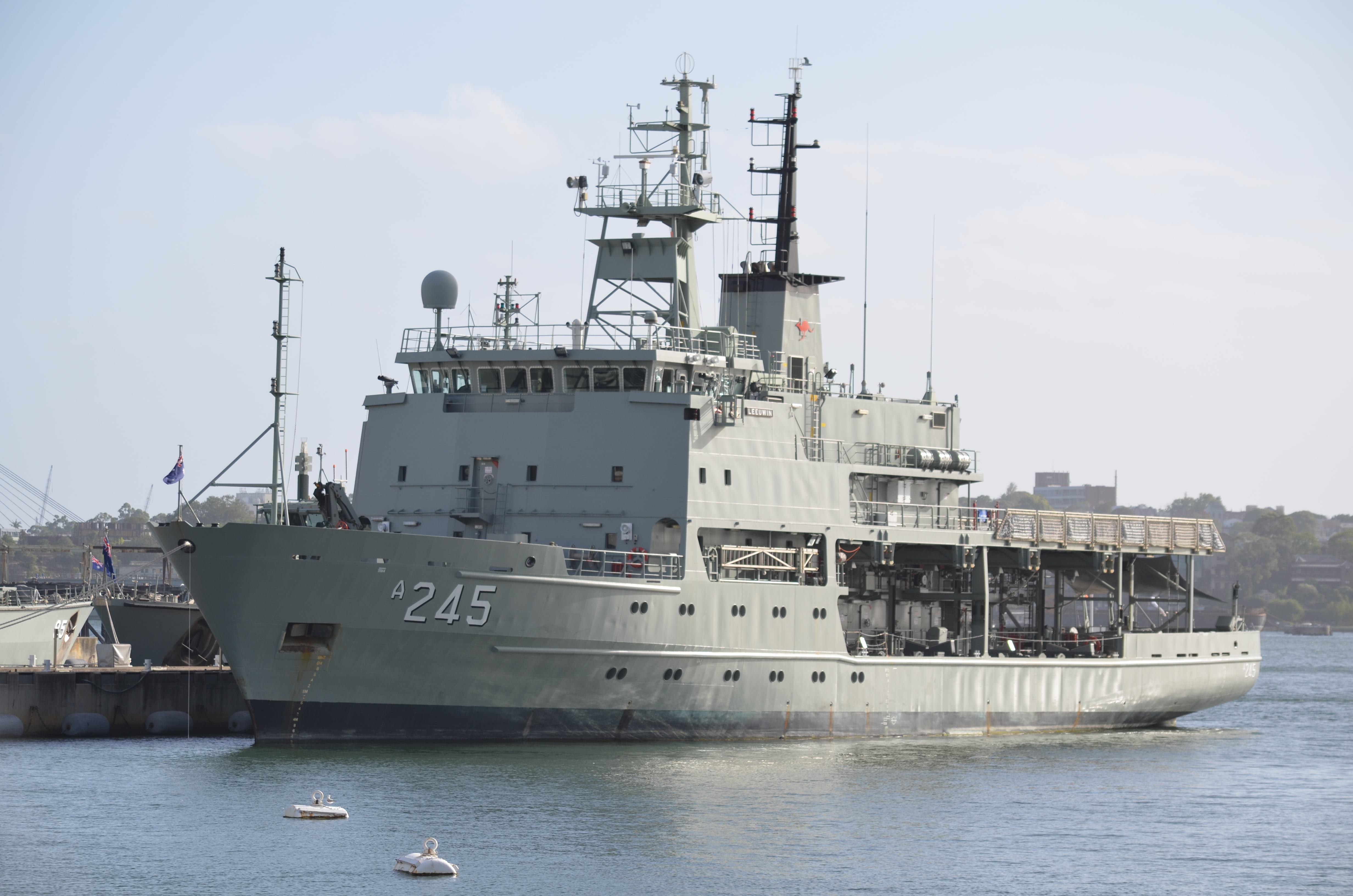
کشتی سنجش و بررسی استرالیایی ، دسامبر ۲۰۱۳

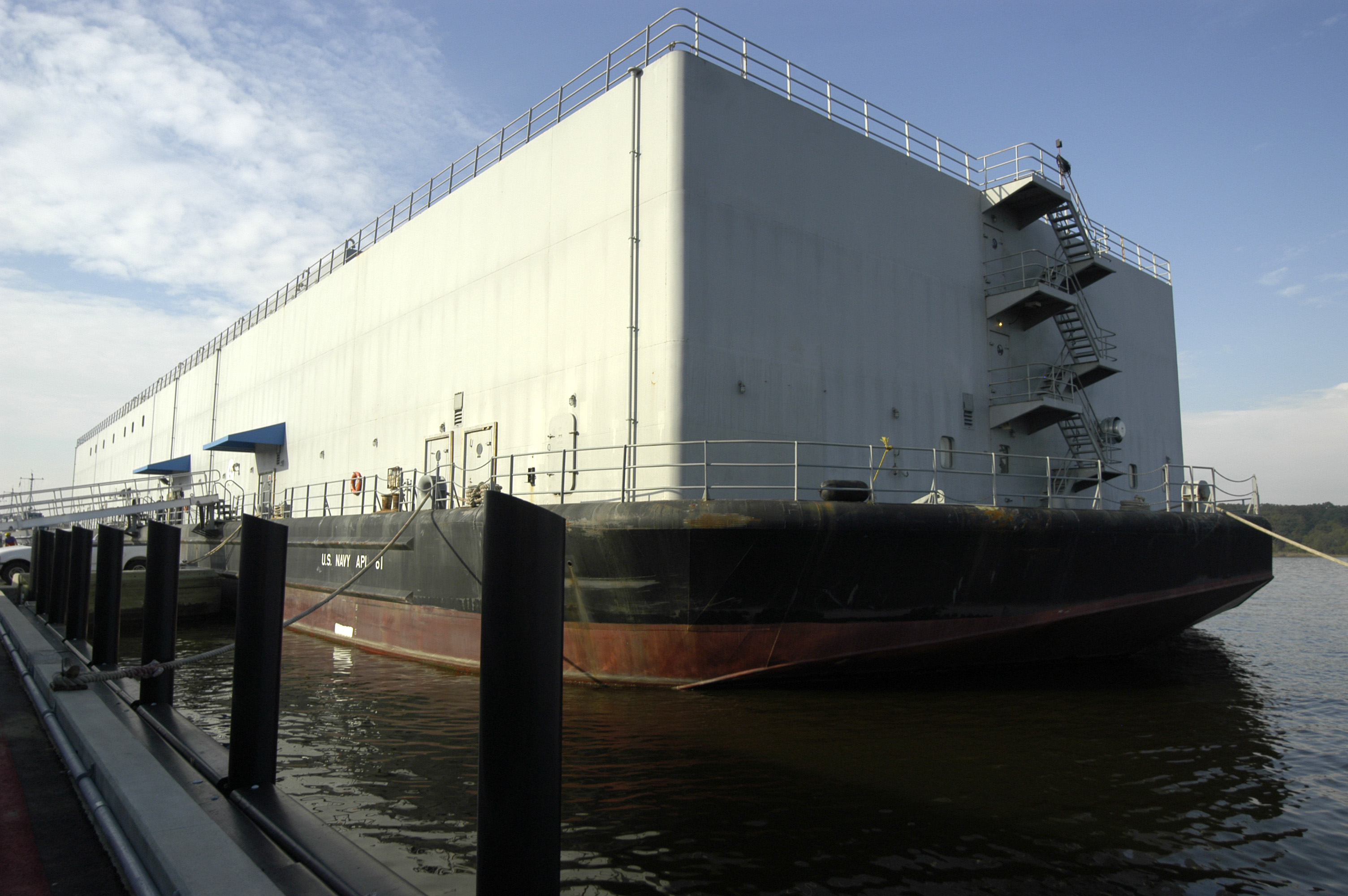
کشتی پایگاه دریایی APL-61 ایالات متحده در سال ۲۰۰۳

یکی از مستقیم‌ترین راه‌هایی که کشتی‌های کمکی از ناوگان پشتیبانی می‌کنند، تأمین چندمنظورهٔ واحدهای اصلی ناوگان است. این موضوع، به ناوگان اجازه می‌دهد در همان مکان و منطقهٔ عملیاتی خود، باقی بماند. گروهی از کشتی‌های کمکی، سوخت، مهمات، مواد غذایی و تدارکات را از ساحل به ناوگان در هر جایی که در حال عملیات است منتقل می‌کنند. نفت‌کش‌ها (AO, AOG) کشتی‌هایی هستند که به‌طور خاص برای رساندن نفت به ناوگان طراحی شده‌اند، در حالی که در گذشته، کشتی‌های Collier نیز کشتی‌های بخار با سوخت زغال‌سنگ را تأمین می‌کردند. برخی از کشتی‌های کمکی دیگر شامل کشتی‌های پشتیبانی رزمی، کشتی‌های انبار، کشتی‌های تحقیق و بررسی و کشتی‌های مهمات هستند.

### ترابری
پشتیبانی از پایگاه‌های عملیاتی خط مقدم به ظرفیت ترابری بسیار زیادی نیاز دارد. کشتی‌های ترابری نظامی، اغلب به کشتی‌های باری و خدمات دریایی تبدیل می‌شوند. تانکرها کشتی‌های ترابری هستند که به‌طور خاص برای حمل سوخت به مکان‌های مورد نظر، طراحی شده‌اند. کشتی‌های ترابری اغلب نه تنها برای حمل محموله برای پشتیبانی دریایی بلکه برای پشتیبانی از تمام نیروهای ارتش یک کشور استفاده می‌شوند. از کشتی‌های نظامی ترابری همچنین به‌منظور حمل تعداد زیادی سرباز به مناطق عملیاتی استفاده می‌شود. برخی از کشتی‌های ترابری، بسیار تخصصی هستند، مانند کشتی‌های مهمات که توسط نیروی دریایی ایالات متحده استفاده می‌شوند. یدک‌کش‌های بزرگ اقیانوس‌پیما برای یدک‌کشیدن کشتی‌های کمکی بزرگ مانند اسکله‌های تعمیر شناور و جرثقیل‌های شناور در دریاهای آزاد و همچنین کشتی‌های ناتوان و دچار مشکل استفاده می‌شوند.

### تعمیر
تعمیر کشتی‌های دچار مشکل در دریا یا مناطق درگیری، موضوعی مهم است و به این کشتی‌ها اجازه می‌دهد سریع‌تر به خدمت عملیاتی بازگردند. کشتی‌های تعمیرکننده همچنین شانس بقای کشتی‌هایی که در نبرد، آسیب جدی دیده‌اند را افزایش می‌دهند.

### بندرگاه
پشتیبانی بندر یک نقش پشتیبانی حیاتی است. انواع مختلفی از کشتی‌ها از جمله یدک‌کش‌ها، بارج‌ها، بارج‌های سبک‌تر، کشتی‌های جرثقیل‌دار و سایر کشتی‌ها که برای جابه‌جایی کشتی‌ها و تجهیزات در اطراف تأسیسات بندری انجام وظیفه می‌کنند.

### پشتیبانی
دیده‌وری راداری برای افزایش برد شناسایی رادار در اطراف، کشتی‌های رله ارتباطات (AGMR) ایستگاه‌های ارتباطی شناور هستند. کشتی‌های ردیاب، به آنتن‌ها و تجهیزات الکترونیکی برای پشتیبانی از پرتاب و ردیابی موشک‌ها و راکت‌ها مجهز هستند. کشتی فرماندهی (AGF) در نقش فرمانده یک ناوگان ویخ‌شکن کلاس ویند (AGB WAGB) نیز نوعی کشتی پشتیبانی هستند. کشتی‌های امداد و نجات شناورهای مختلف و نجات زیردریایی (ASR) و کشتی‌های پادگان، از کشتی‌های کمکی پشتیبانی هستند.

### پژوهش و تحقیقات
طیف گسترده‌ای از شناورها برای تحقیقاتی چون تحقیقات زیست‌محیطی و بررسی و سنجش منطقه‌ای استفاده می‌شوند. این کشتی‌ها در درجه اول برای ارائه درک بهتر نیروهای دریایی از محیط عملیاتی خود یا کمک به آزمایش فناوری‌های نوپدید و جدید، به‌منظور استفاده در کشتی‌های دیگر، طراحی و تولید می‌شوند.

### بیمارستان
کشتی‌های بیمارستانی می‌توانند مراقبت‌های پزشکی را در مکان‌های دور به پرسنل نیروهای دریایی، ارائه دهند.